# Xã West Fulton, Quận Callaway, Missouri
Xã West Fulton (tiếng Anh: West Fulton Township) là một xã thuộc quận Callaway, tiểu bang Missouri, Hoa Kỳ. Năm 2010, dân số của xã này là 7.269 người.